# Oblast Nischni Nowgorod
Koordinaten: 56° 17′ N, 44° 46′ O
Die Oblast Nischni Nowgorod (russisch Нижегородская область/ Nischegorodskaja oblast) ist eine Oblast im östlichen Teil des europäischen Russland im Föderationskreis Wolga.

## Geographie
Die Oblast grenzt im Norden an die Oblast Kirow, im Osten an die Republiken Mari El und Tschuwaschien, im Süden an die Republik Mordwinien und im Westen an die Oblast Wladimir. Auf einer Fläche, die fast so groß ist wie Österreich, umfasst die Oblast Nischni Nowgorod 25 Städte und über 4500 Dörfer. Die Oblast hat eine wichtige Brückenfunktion zwischen Moskau und den Wolgarepubliken sowie Sibirien. Wichtigste Verkehrsverbindung ist die Transsibirische Eisenbahn.
Die Oblast liegt an der Wolga, die eine bedeutende Verkehrsachse für die Schifffahrt darstellt, andere Flüsse sind die Oka und die Kljasma.

## Geschichte
Das Fürstentum Nischni Nowgorod entstand im 13. Jahrhundert und kam 1393 zu Moskau. In der zweiten Hälfte des 19. Jahrhunderts setzte die Industrialisierung ein. Zu Sowjetzeiten hieß die Oblast:
- 1341–1447: Fürstentum Nischni Nowgorod
- 1425–1714: Bezirk Nischni Nowgorod
- 1714–1929: Gouvernement Nischni Nowgorod
- 1929 (kurzzeitig): Oblast Nischni Nowgorod
- 1929–1932: Krai Nischni Nowgorod
- 1932–1936: Krai Gorki
- 1936–1990: Oblast Gorki

## Bevölkerung
Die letzten Volkszählungen in den Jahren 2002 und 2010 ergaben eine Bevölkerungszahl von 3.524.028 respektive 3.310.597 Bewohnern. Somit sank die Einwohnerzahl in diesen acht Jahren um 213.431 Personen (−6,06 %). In Städten wohnten 2010 2.611.497 Menschen. Dies entspricht 78,88 % der Bevölkerung (in Russland 73 %). Bis zum 1. Januar 2014 sank die Einwohnerschaft weiter auf 3.281.496 Menschen. Die Verteilung der verschiedenen Volksgruppen sah folgendermaßen aus:
| Nationalität    | VZ 1989   | Prozent | VZ 2002   | Prozent | VZ 2010   | Prozent |
| --------------- | --------- | ------- | --------- | ------- | --------- | ------- |
| Russen          | 3.522.148 | 94,69   | 3.346.398 | 94,96   | 3.109.661 | 93,93   |
| Tataren         | 58.603    | 1,58    | 50.609    | 1,44    | 44.103    | 1,33    |
| Mordwinen       | 36.709    | 0,99    | 25.022    | 0,71    | 19.138    | 0,58    |
| Ukrainer        | 33.344    | 0,90    | 24.241    | 0,69    | 17.657    | 0,53    |
| Armenier        | 1.822     | 0,05    | 10.786    | 0,31    | 13.294    | 0,40    |
| Tschuwaschen    | 12.206    | 0,33    | 11.364    | 0,32    | 9.765     | 0,29    |
| Aserbaidschaner | 3.153     | 0,08    | 8.309     | 0,24    | 8.494     | 0,26    |
| Mari            | 7.942     | 0,21    | 7.757     | 0,22    | 6.415     | 0,19    |
| Belarussen      | 9.265     | 0,25    | 6.833     | 0,19    | 4.673     | 0,14    |
| Roma            | 4.316     | 0,12    | 4.373     | 0,12    | 4.469     | 0,13    |
| Juden           | 12.198    | 0,33    | 5.312     | 0,15    | 3.769     | 0,11    |
| Einwohner       | 3.719.614 | 100,00  | 3.524.028 | 100,00  | 3.310.597 | 100,00  |

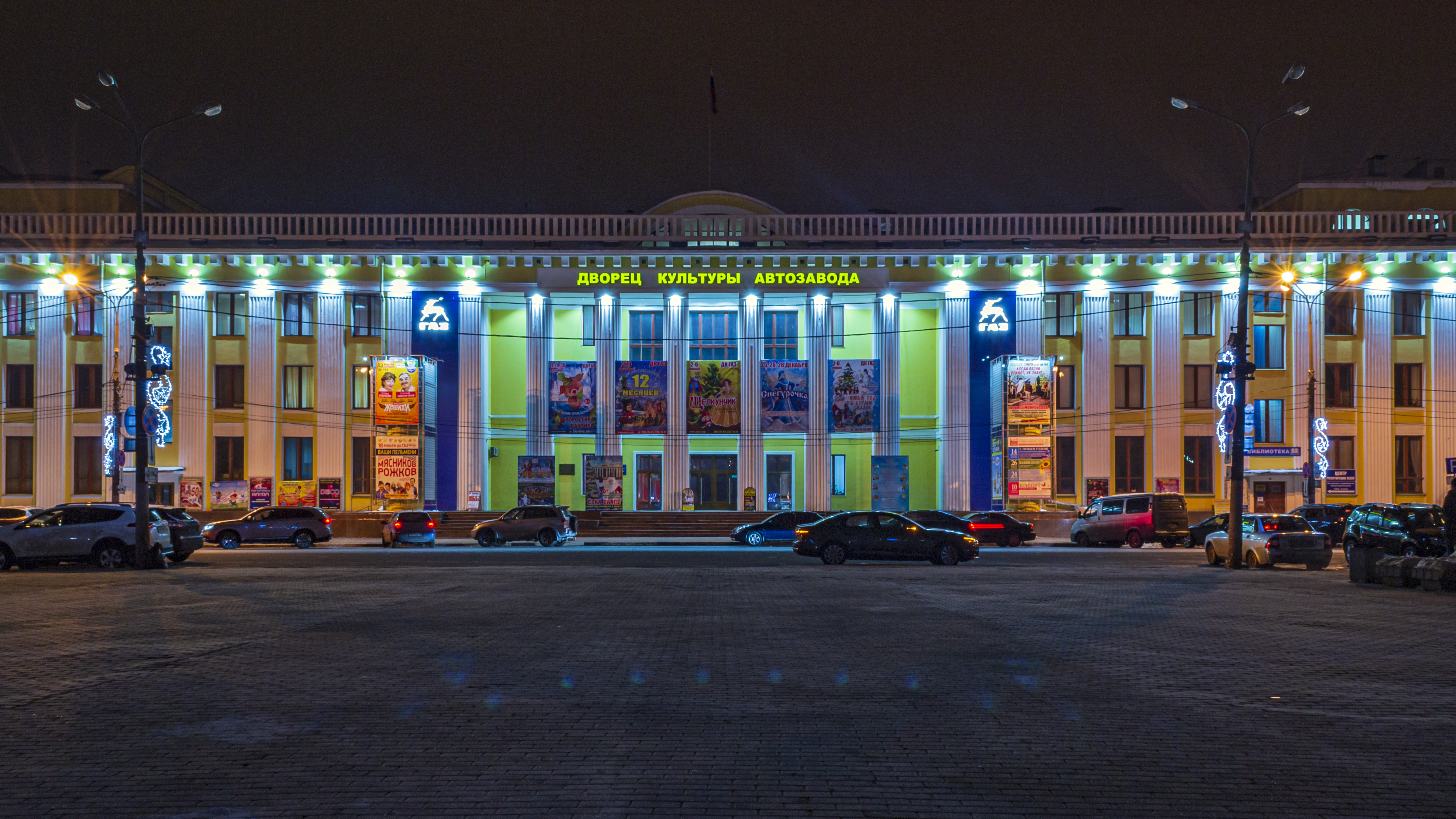
Kulturpalast von Nischni Nowgorod

Anmerkung: die Anteile beziehen sich auf Gesamtzahl der Einwohner. Also mitsamt dem Personenkreis, der keine Angaben zu seiner ethnischen Zugehörigkeit gemacht hat (2002 758 resp. 2010 42.349 Personen)
Die Bevölkerung des Gebiets besteht zu über 90 % aus Russen. Die Tataren, Ukrainer und Mordwinen sind die einzigen nennenswerten ethnischen Minderheiten in der Oblast Nischni Nowgorod. Ihre Zahl – wie auch die Anzahl der Tschuwaschen, Mari, Belarussen und Juden – sinkt allerdings stark. Aus dem Transkaukasus und Zentralasien dagegen sind seit dem Ende der Sowjetunion zahlreiche Menschen zugewandert. Nebst den Armeniern und Aserbaidschanern vor allem die Zahl der Jesiden (2010: 3781 Personen) und Tadschiken (1989: 528; 2010: 2145 Menschen).

## Verwaltungsgliederung und größte Städte
Die Oblast Nischni Nowgorod gliedert sich in 48 Rajons und 4 Stadtkreise.
Die Stadtkreise werden von den vier größten Städten der Oblast, der Haupt- und Millionenstadt Nischni Nowgorod, den Großstädten Dserschinsk und Arsamas sowie der „geschlossenen Stadt“ (SATO) Sarow gebildet. Insgesamt gibt es in der Oblast 28 Städte und 55 Siedlungen städtischen Typs.

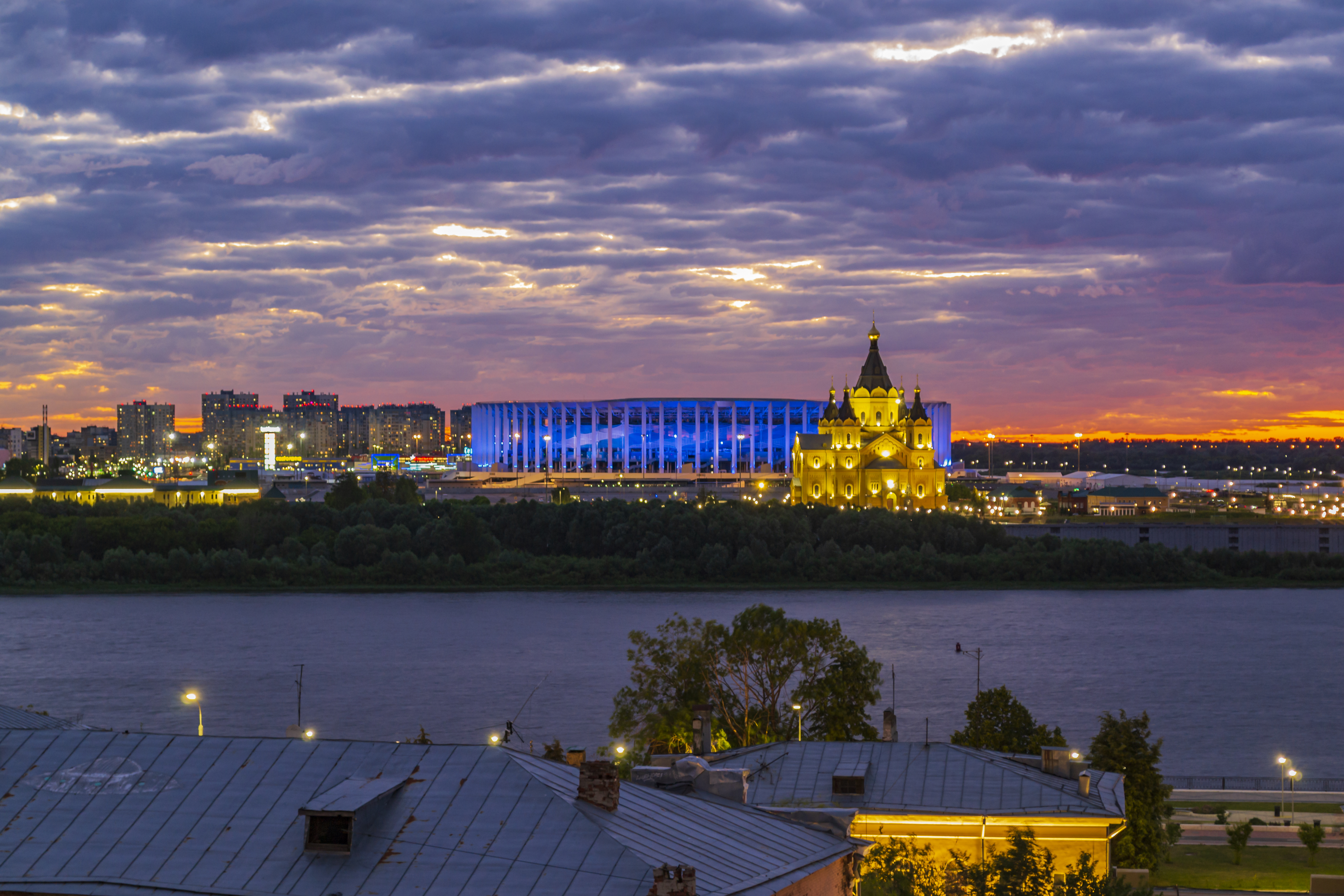
Die Alexander-Newski-Kathedrale und der Landzunge von Nischni Nowgorod

| Name             | Russischer Name | Einwohner (14. Oktober 2010) |
| ---------------- | --------------- | ---------------------------- |
| Nischni Nowgorod | Нижний Новгород | 1.250.619                    |
| Dserschinsk      | Дзержинск       | 240.742                      |
| Arsamas          | Арзамас         | 106.362                      |
| Sarow            | Саров           | 92.047                       |
| Bor              | Бор             | 78.058                       |
| Kstowo           | Кстово          | 66.657                       |
| Pawlowo          | Павлово         | 60.698                       |
| Wyksa            | Выкса           | 56.201                       |
| Balachna         | Балахна         | 51.519                       |

## Wirtschaft

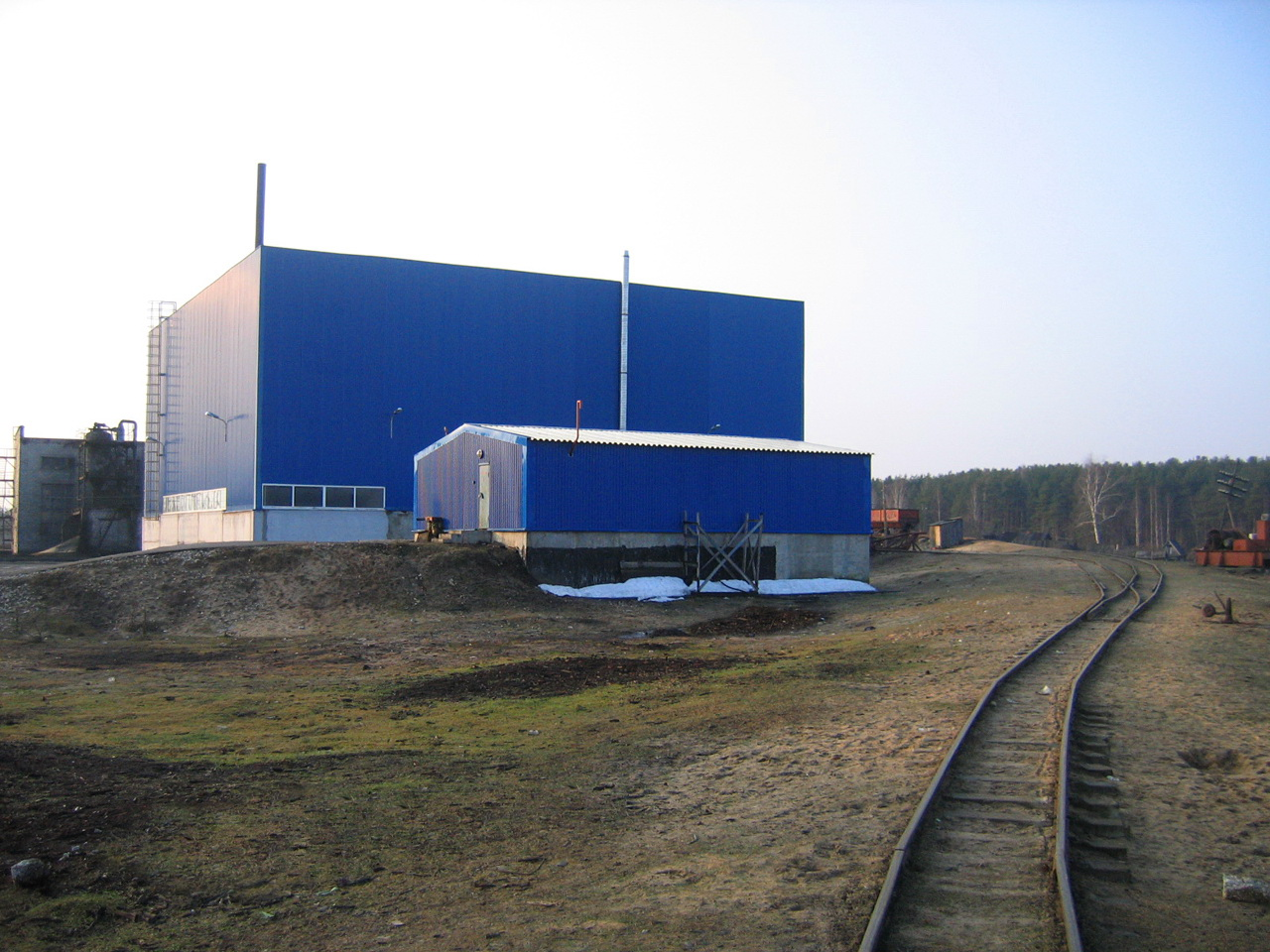
Torfbrikettfabrik im Stadtkreis Bor

Wichtigste Industriezweige sind die Autoproduktion, Maschinenbau, Lebensmittelverarbeitung und die chemische Industrie.

## Verkehr

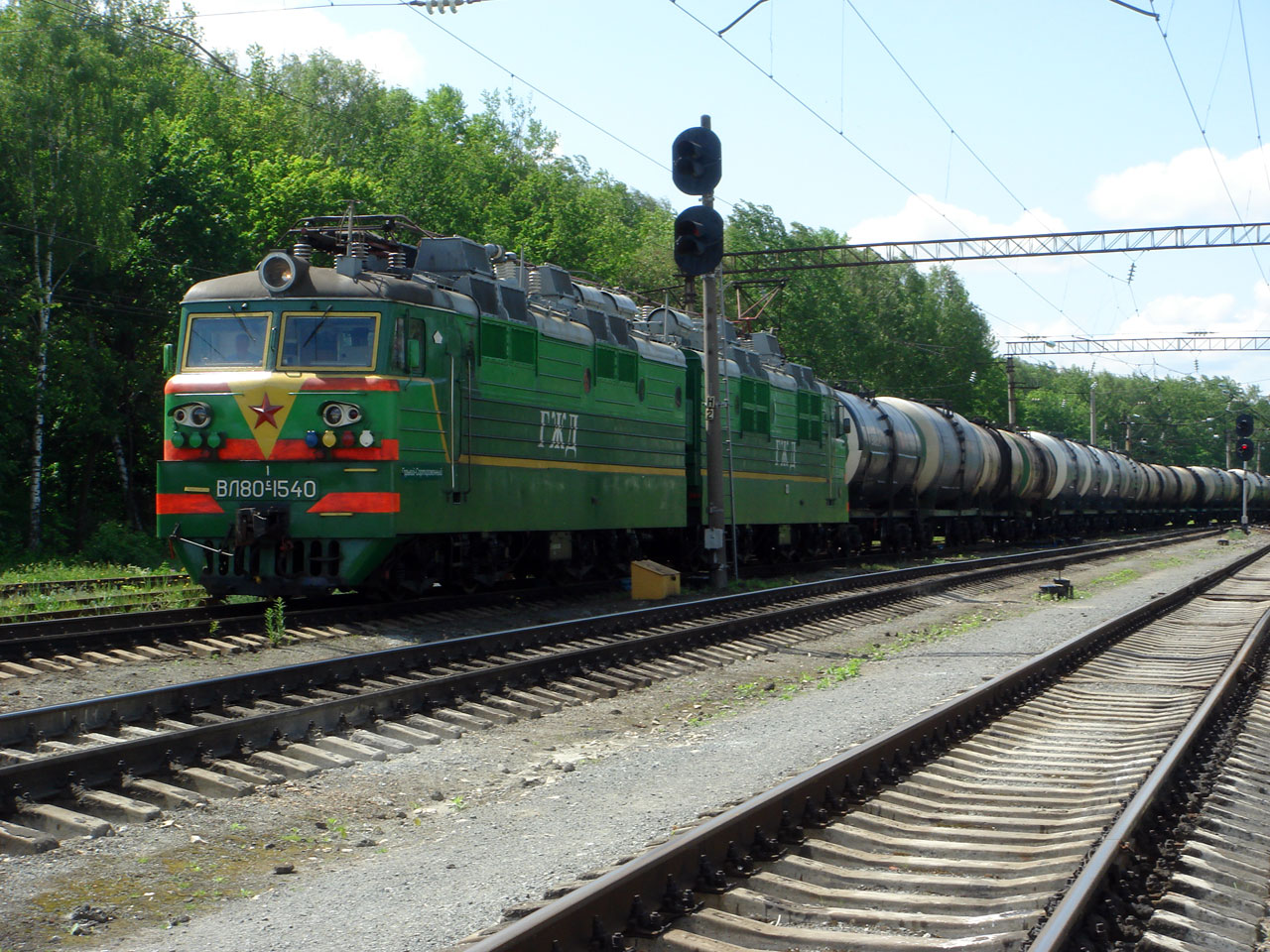
Gorkowskaja schelesnaja doroga

Von der Vielzahl von Schmalspurbahnen, die ab den 1930er-Jahren überwiegend für den Abtransport von Holz und Torf errichtet wurden und größtenteils noch in den 1980er-Jahren in Betrieb waren, sind heute (Stand 2012) in der Oblast nur noch zwei Torfbahnen erhalten, die Torfbahn Alzewo und die Torfbahn Kerschenez, außerdem einige Werksbahnen, so bei der chemischen Fabrik Kaprolaktam in Dserschinsk und beim Gipswerk Peschelan bei Arsamas.

## Religion
Die einzige katholische Kirche in der Oblast ist die Mariä-Himmelfahrt-Kirche in Nischni Nowgorod, die zum Dekanat Ost im Erzbistum Mutter Gottes von Moskau gehört.